# Felipe Santana
Felipe Augusto Santana (Rio Claro, Brasil, 17 de març de 1986) és un exfutbolista brasiler que jugava de defensa.